# Glömminge kyrka
Glömminge kyrka är en kyrkobyggnad i Glömminge socken och tillhör Glömminge-Algutsrums församling på Öland. Den ligger en knapp mil norr om Färjestaden och tillhör Växjö stift.

## Kyrkobyggnaden
Glömminge kyrka är belägen nedanför västra landborgen. Den är en ljus och rymlig salkyrka, välvd med trätunnvalv och försedd med stora rundbågiga fönster. Kyrkan har valmat sadeltak, i öster rakslutet kor och utbyggd sakristia, utformad 1819 efter ritningar av J. C. Serén. I väster finns ett försvarstorn från 1100-talet, förskjutet åt norr i förhållande till långhusets mittaxel och försedd med fyrsidig lanternin, också från 1819. I tornet finns flera våningar, dels välvda, dels med bjälklag, samt en trappa av smala hällar som skjuter ut ur muren i samma genialt enkla konstruktion som östra grindens klivstätta. På södra sidan en högt sittande ingång.
Golvet inne i kyrkan består delvis av medeltida och yngre gravstenar. På norra väggen finns fragment av en kalkmålning från 1400-talet.

## Historik
Av den medeltida stenkyrkan, kanske från mitten av 1100-talet, är förutom tornet även nordmuren och västgaveln bevarade. Tornet fick åtskilliga anordningar, relaterade till dess funktion som försvarstorn, exempelvis kryphål och högt placerad dörröppning. Omkring 1240 utvidgades kyrkan med en rymlig korsarm med portal i söder. Under 1300-talet tillkom ett långt rakslutet kor.
Sydmuren i denna korsarm blev begränsningslinje åt söder när kyrkan kraftigt ombyggdes 1819. Kyrkan förlängdes österut och omvandlades till den nuvarande salkyrkan. Byggnaden försågs med brutet tak över långhus och sakristia, och tornet kröntes med en fyrsidig lanternin, ett torn som alltså kom att stå asymmetriskt i förhållande till det mot söder utvidgade långhuset. 1852 sattes korsarmens sydportal igen, och en ny portal placerades centralt på sydfasaden. Vid renoveringen 1953 sattes sydportalen från 1852 igen och 1200-talsportalen återupptogs och restaurerades. I övrigt förblev exteriören oförändrad med putsade fasader och stora rundbågiga fönster. 1986 installerades en läktarunderbyggnad under läktarens norra del. 

## Inventarier
- Altartavla Kristus på korset målad av N. J. Jonsson 1873
- Äldre altartavla Nattvarden målad av Graubner 1740
- Två brudbänkar från 1700-talet
- Predikstol med bilder av evangelisterna, ett arbete av P. M. Hagman 1775
- Dopfunt ritad av kyrkoherde Carl Areskog 1920-1940
- Orgelfasad från 1851
- Fragment av kalkmålning på norra långväggen, från 1400-talet
- Gravstenar, medeltida och yngre, på kyrkgolvet
- Votivskepp Örlogsbriggen Souwenir från 1836
- Primklocka från 1591

## Bildgalleri

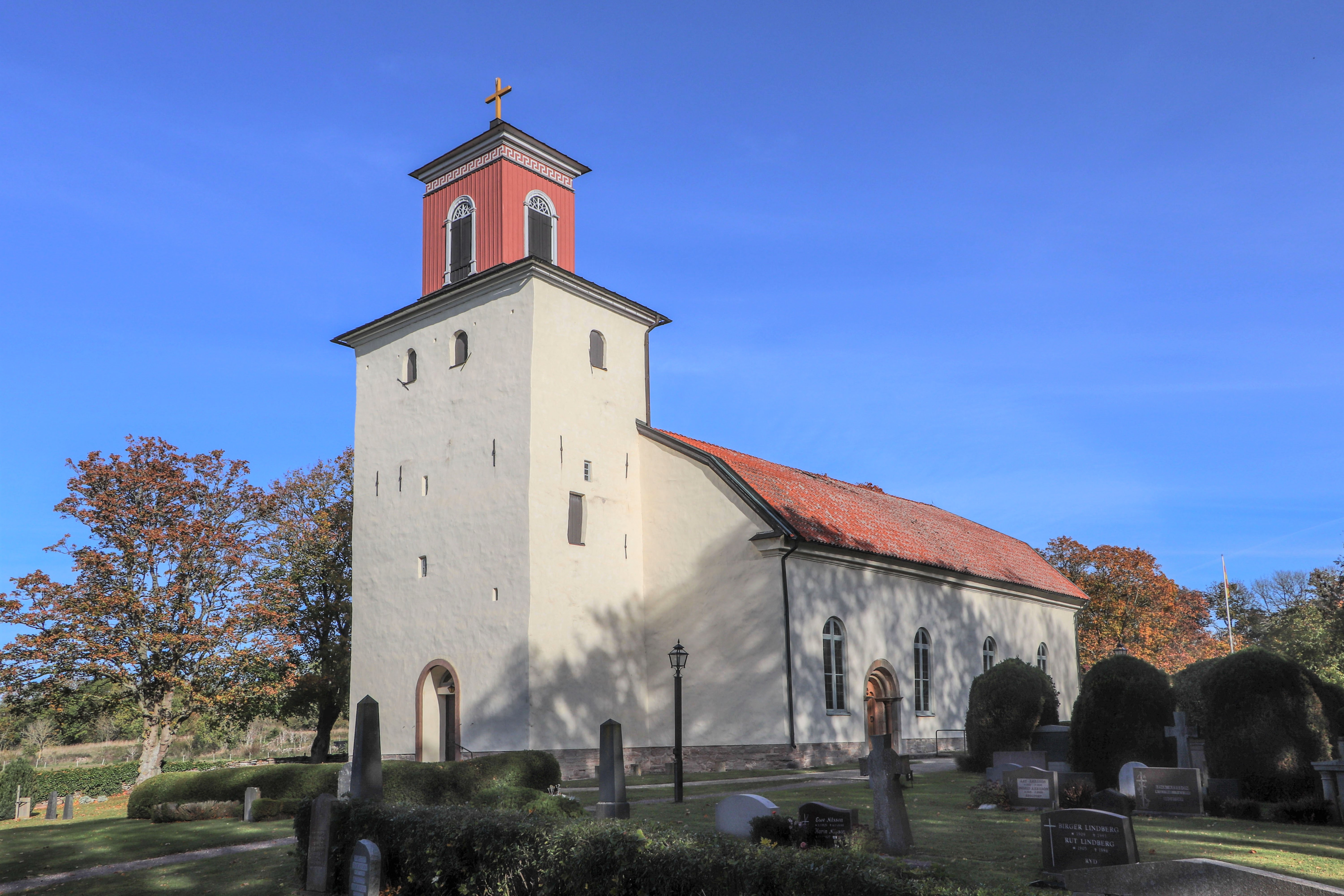
Kyrkan från sydväst
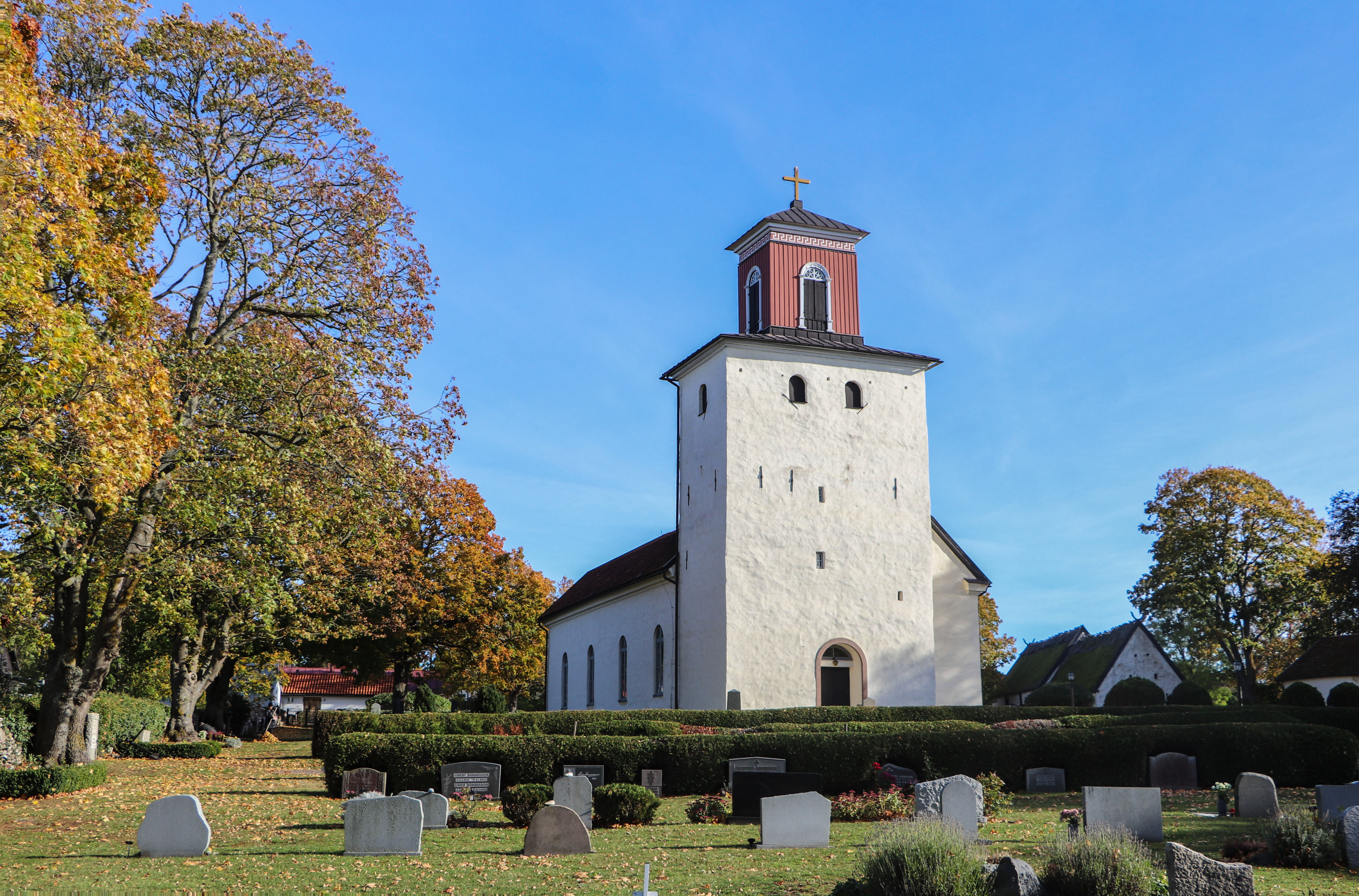
Exteriör från nordväst
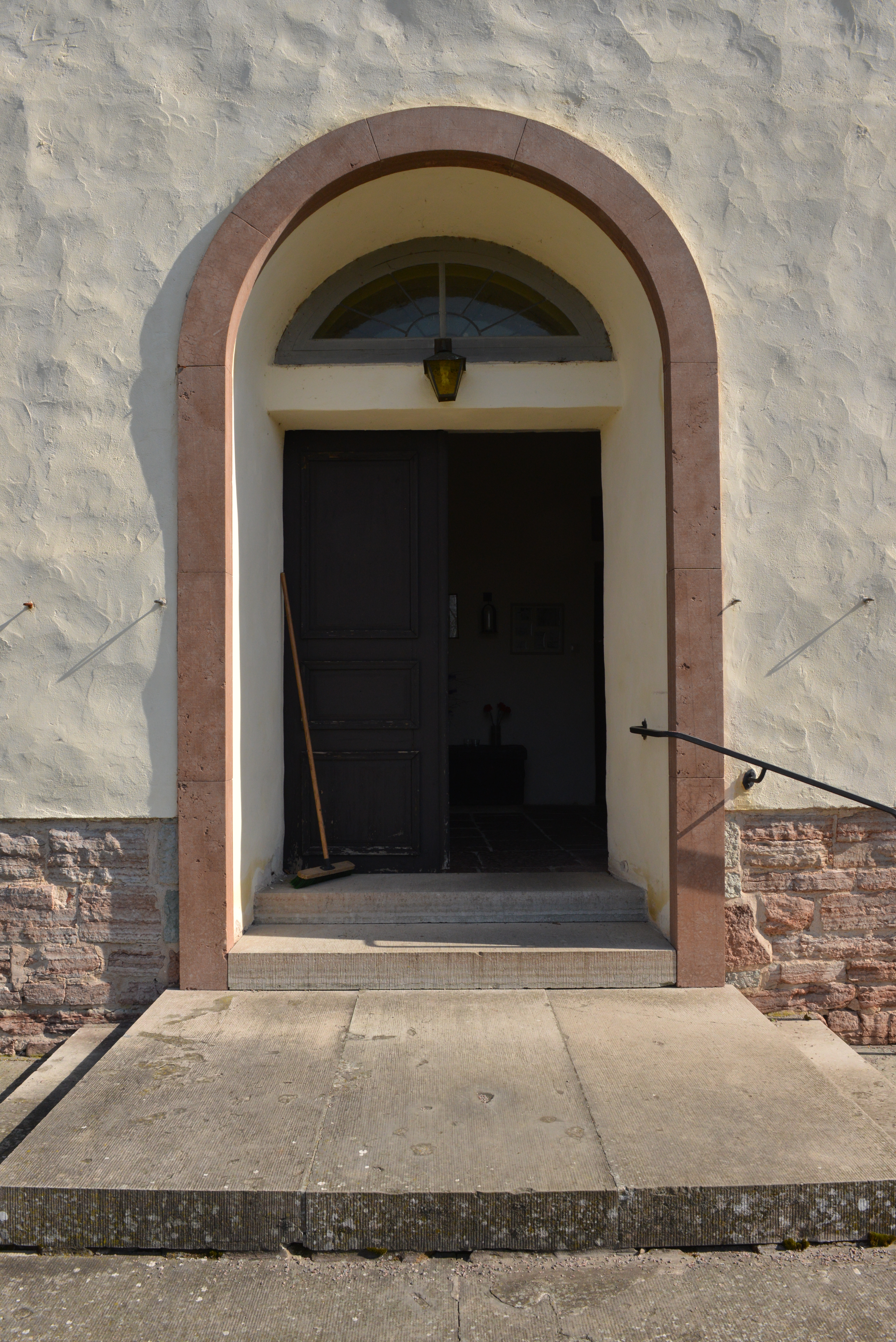
Västra porten
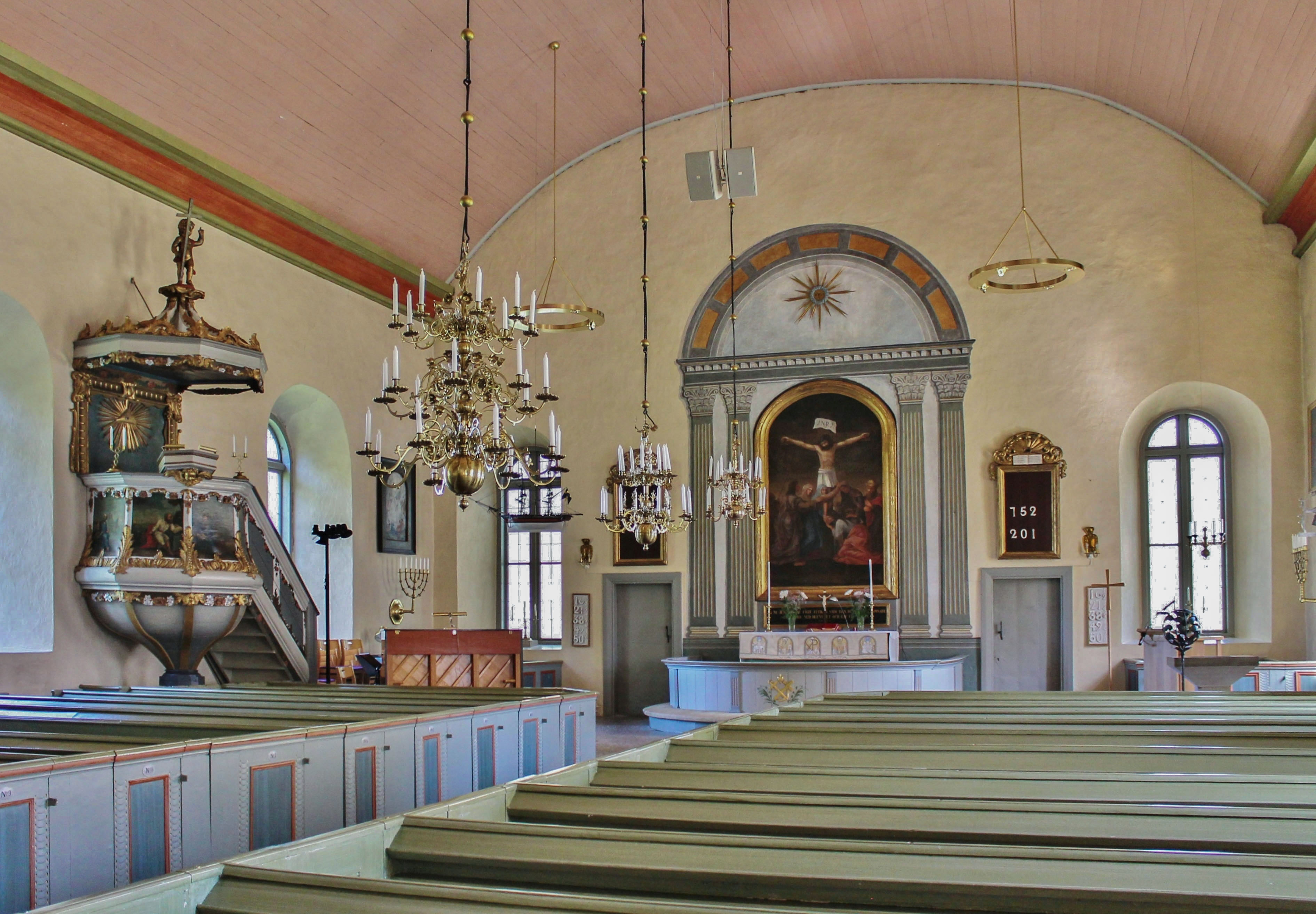
Interiör mot öster
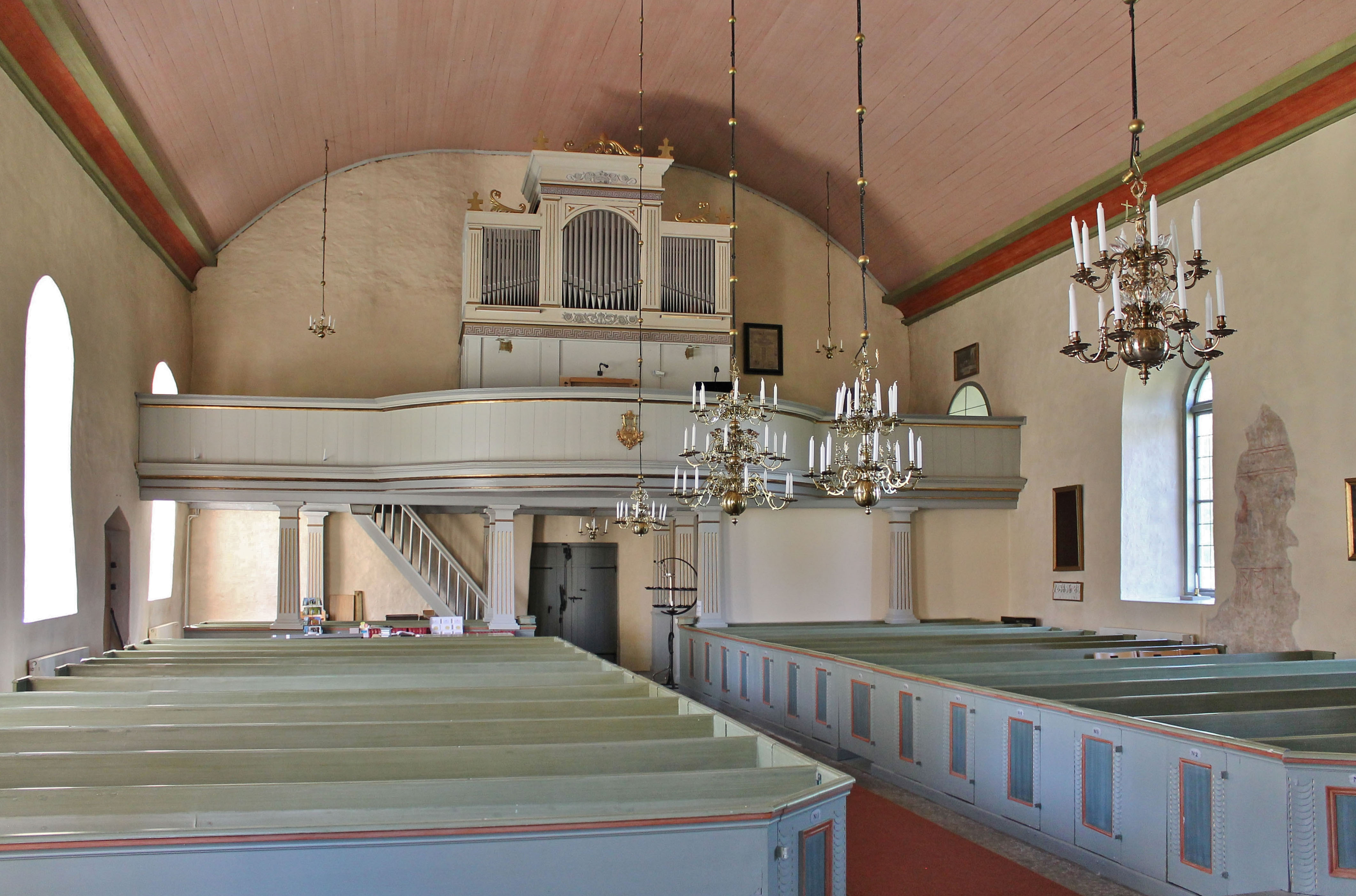
Kyrkorummet mot väster
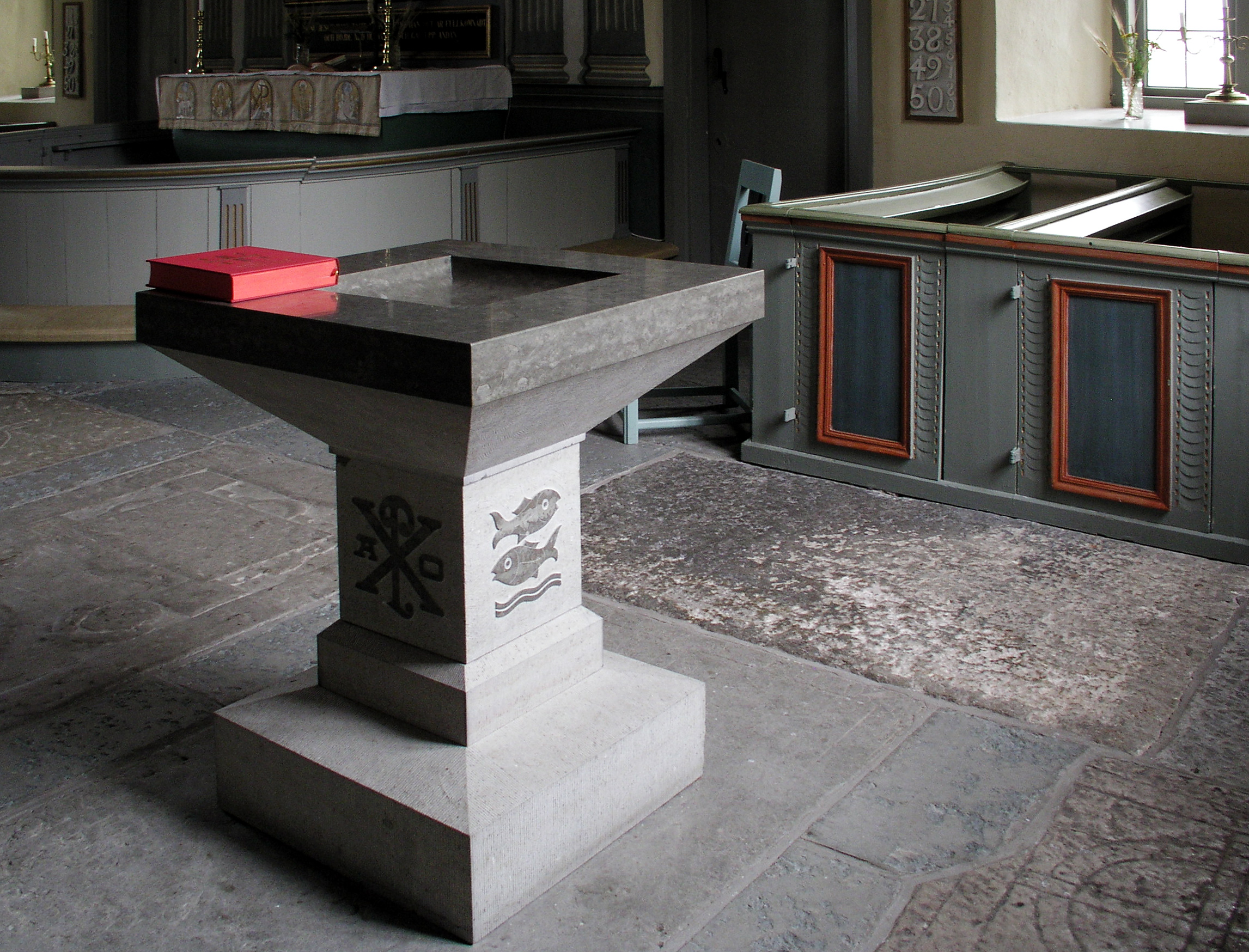
Dopfunten
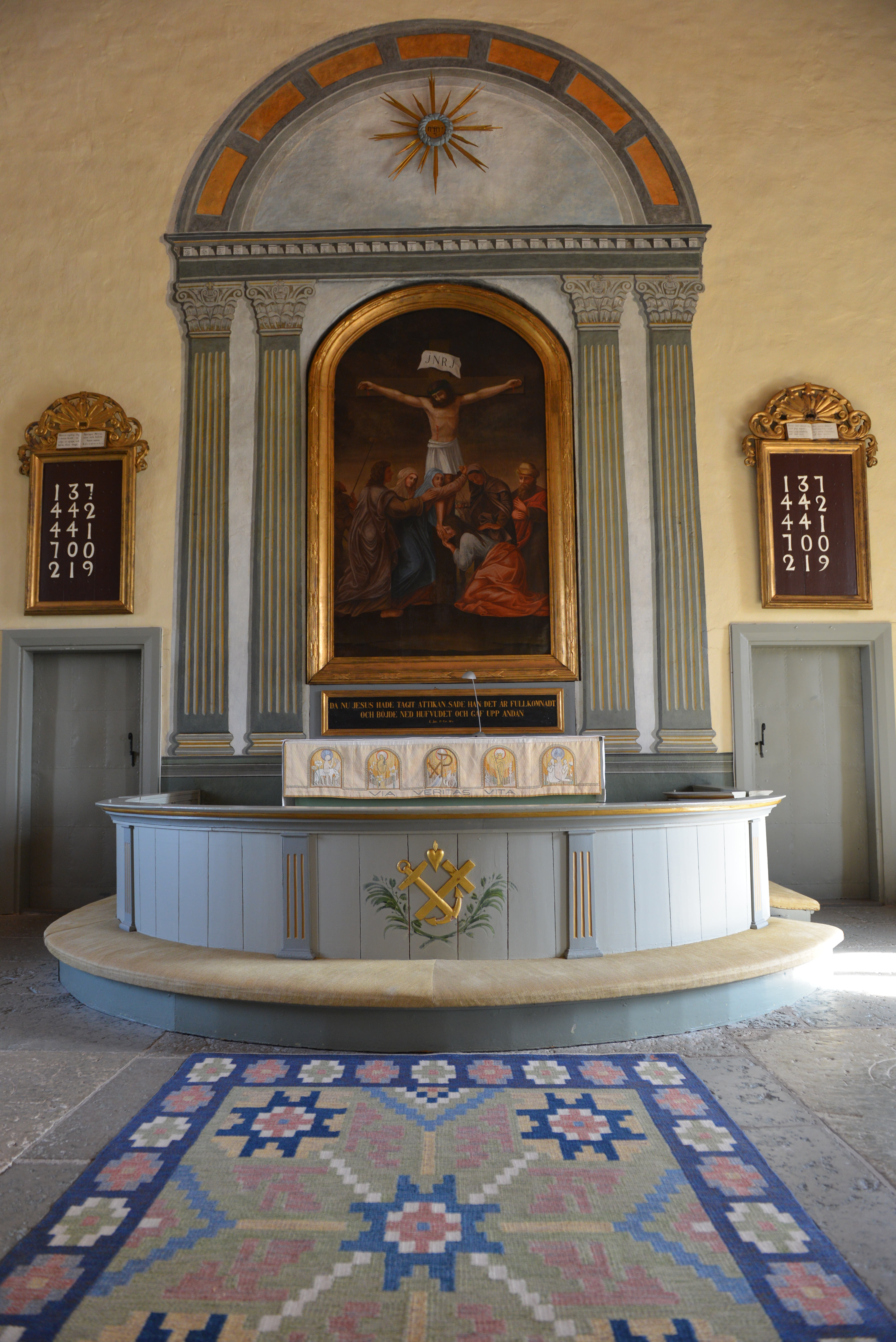
Koret
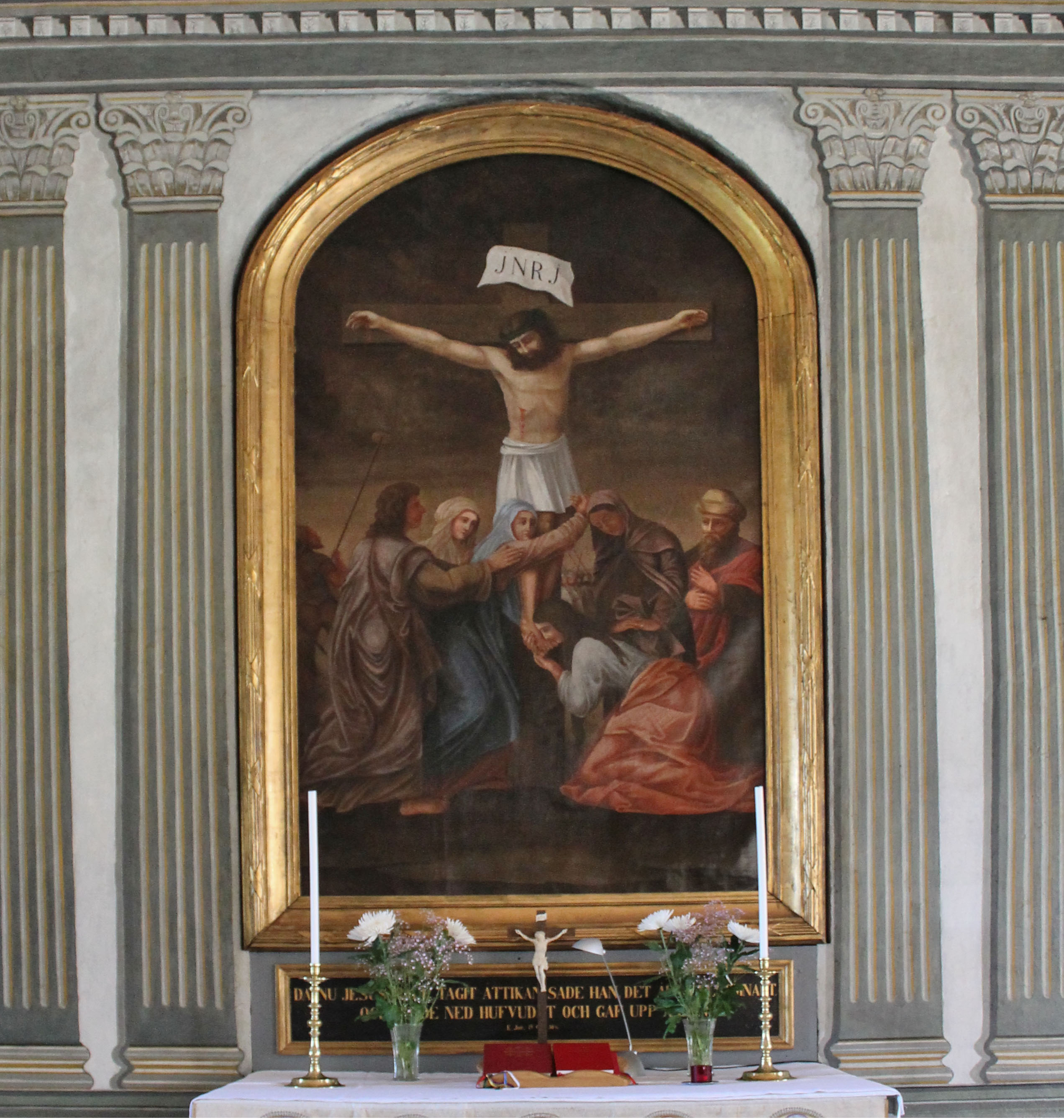
Altartavlan 1873
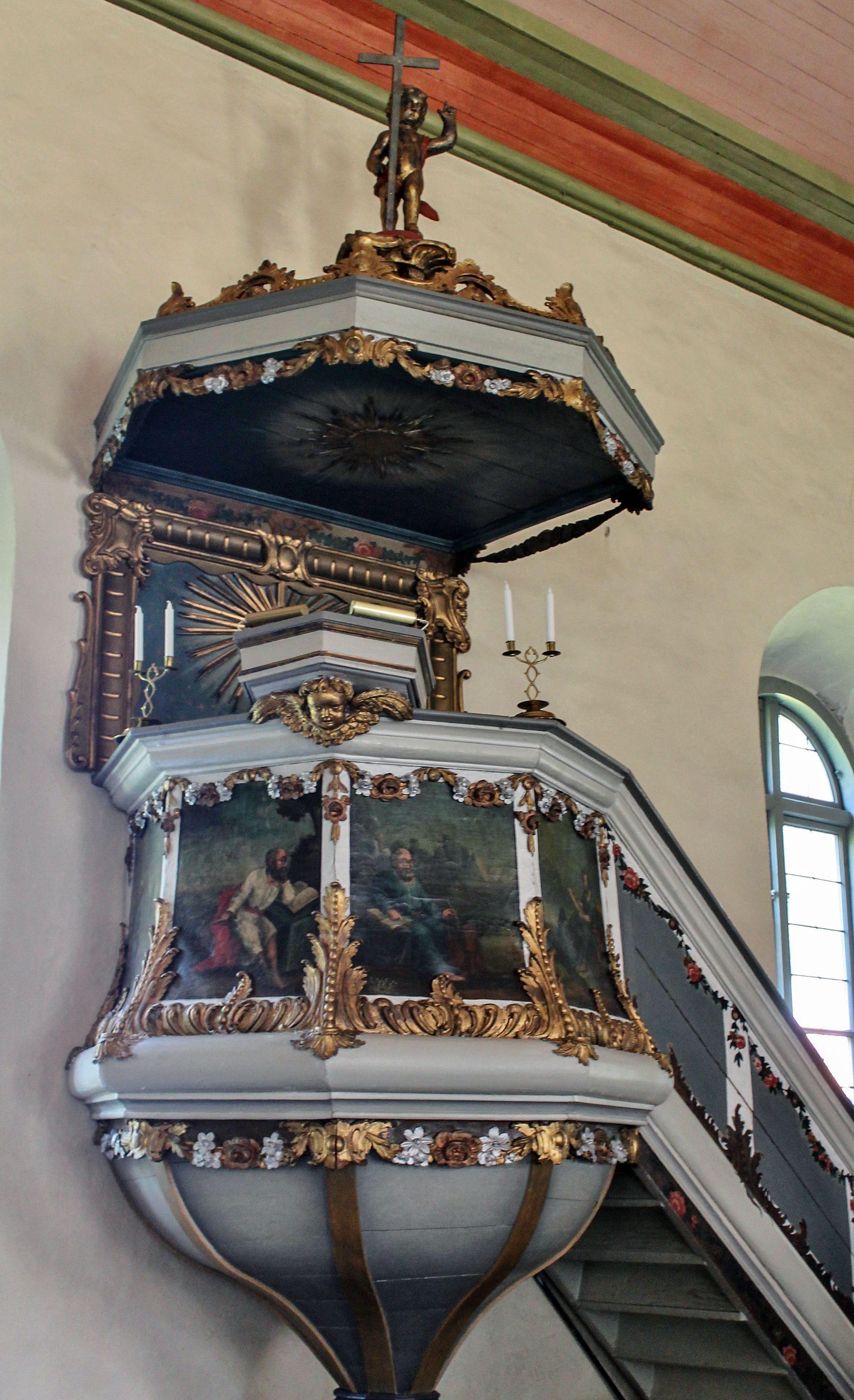
Predikstol från 1775
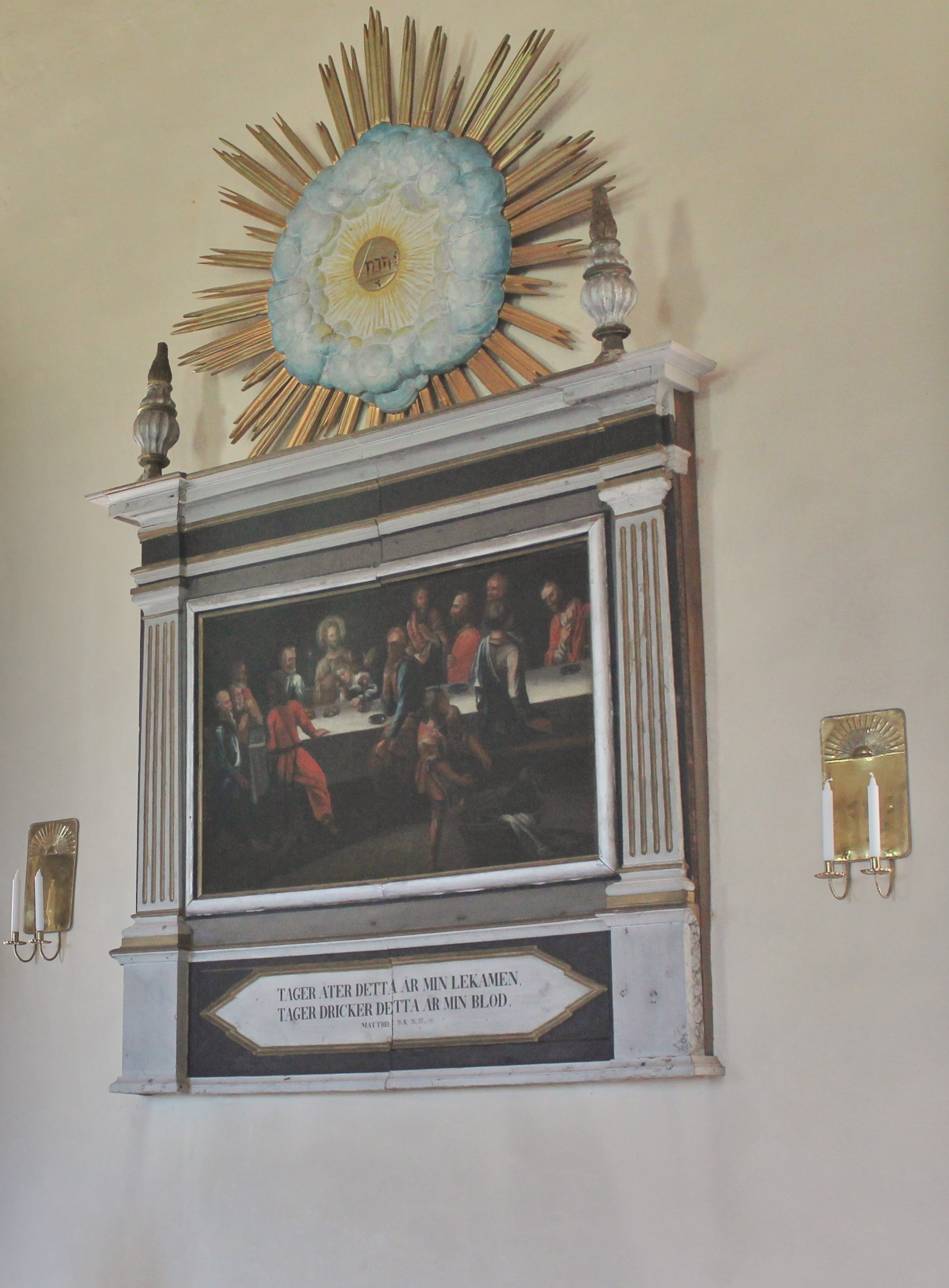
Äldre altartavla  1740
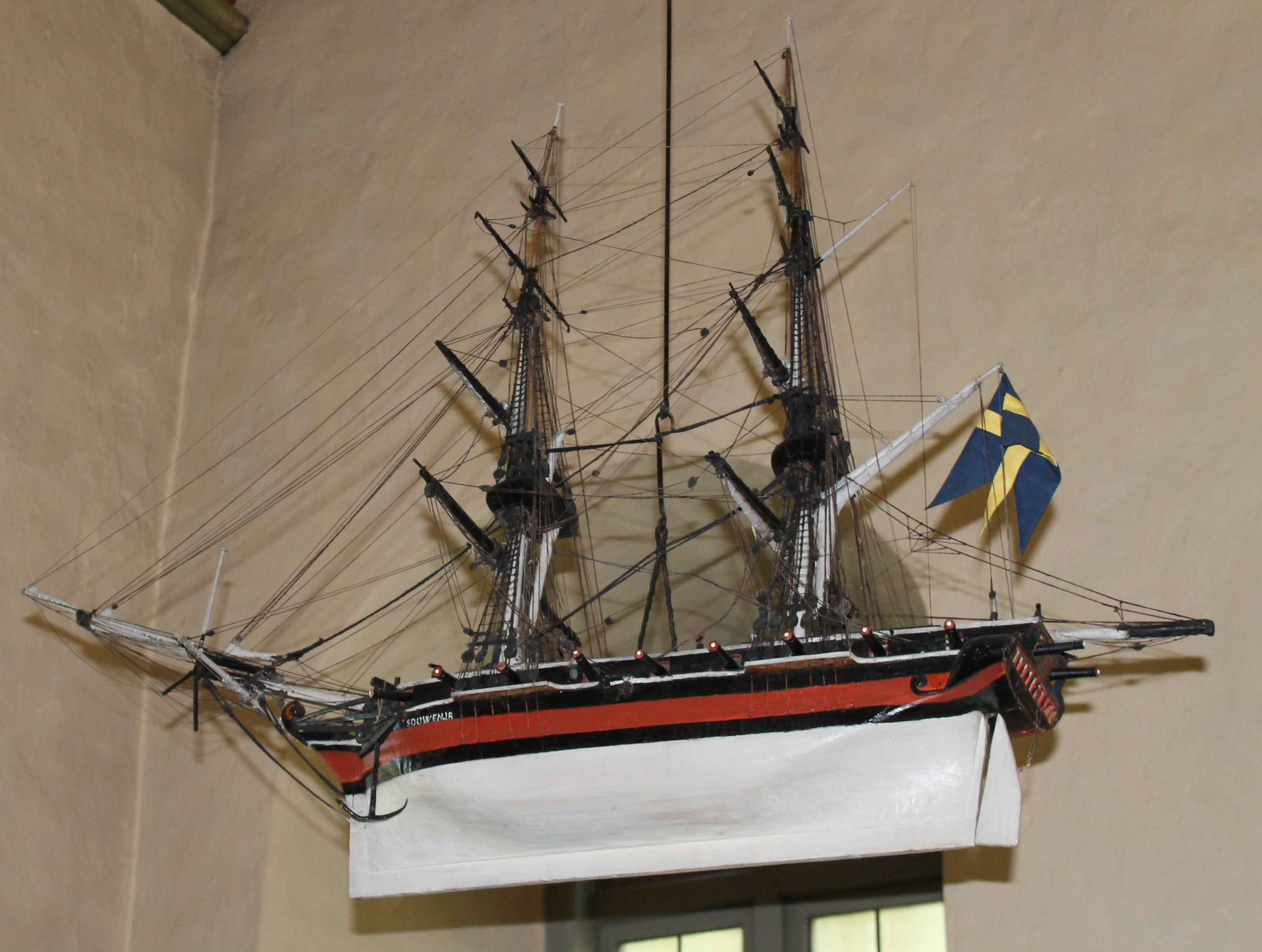
Votivskeppet
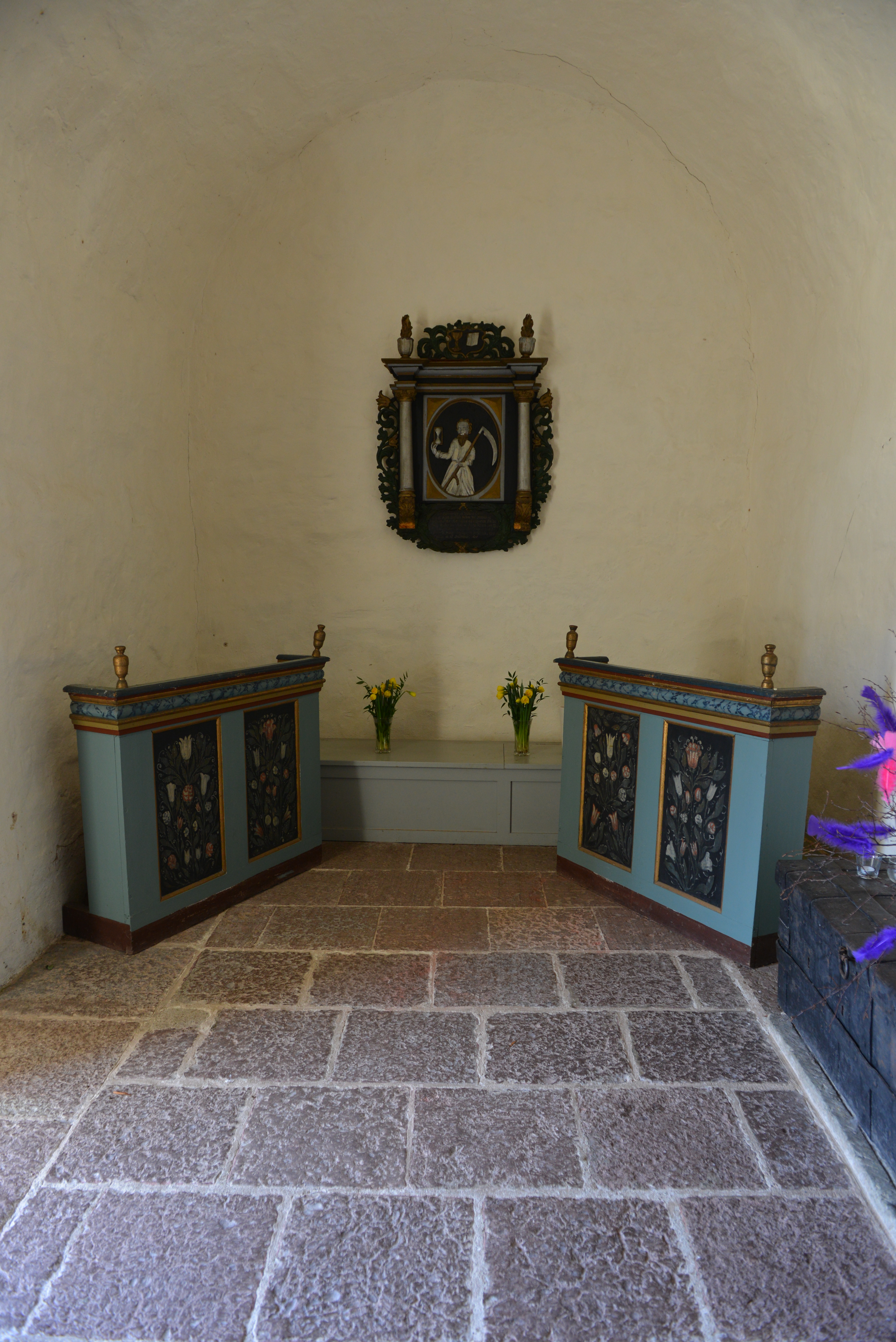
Tornrummet

## Orglar

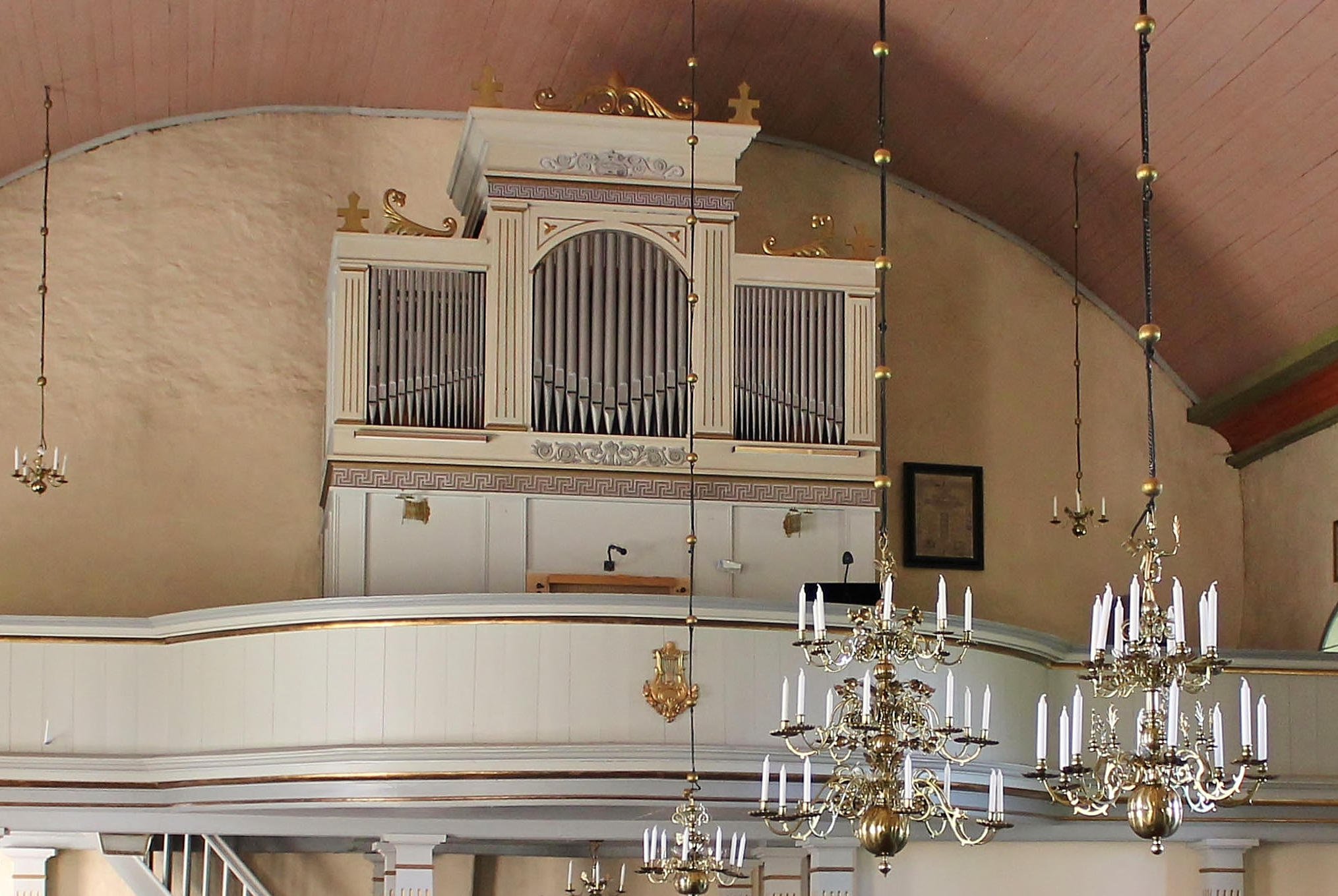
Läktarorgeln

### Läktarorgel
- 1641 byggde Greger Orgelmakare en piporgel. Gregers orgelverk brändes eller fördes bort vid danskarnas härjningar 1672.[1]

- 1851 uppförde orgelbyggare Sven Petter Pettersson, Visby, ett orgelverk med elva stämmor.[1] 1857 ombyggdes orgeln av Nils Petter Petersson,Visby.[källa behövs]

- 1933 byggde Olof Hammarberg i Göteborg en ny pneumatisk orgel med 14 stämmor. År 1954 och 1961 omdisponerades och tillbyggdes orgeln av Olof Rydén i Stockholm.[2]

Disposition (1973):
| Huvudverk (I)      | Svällverk (II)    | Pedal            | Koppel   |
| Principal 8’       | Rörflöjt 8’       | Subbas 16’       | I 4’     |
| Borduna 8’ (ny)    | Salicional 8’     | Gedackt 8’ (ny)  | II/I     |
| Oktava 4’          | Principal 4’ (ny) | Flöjt 4’ (ny)    | II 16’/I |
| Hålflöjt 4’ (ny)   | Nasard 2 ⅔’ (ny)  | Rörflöjt 2’ (ny) | II 16’   |
| Oktava 2’ (ny)     | Waldhorn 2’       |                  | I/P      |
| Mixtur 4 chor (ny) | Ters 1 ⅗’ (ny)    |                  | II/P     |
|                    | Krumhorn 8’ (ny)  |                  |          |

- 1983 uppförde Västbo Orgelbyggeri, Långaryd, en ny orgel med 16 stämmor fördelade på två manualer och pedal.[1]

Nuvarande disposition:
| Huvudverk (I)   | Svällverk (II) | Pedal       | Koppel |
| Rörflöjt 8'     | Gedackt 8'     | Subbas 16'  | II/I   |
| Principal 4'    | Salicional 8'  | Borduna 8'  | I/P    |
| Traversflöjt 4' | Spillpfeife 4' | Koralbas 4’ | II/P   |
| Waldflöjt 2'    | Kvinta 2 ⅔’    | Fagott 16'  |        |
| Mixtur 3 chor   | Principal 2’   |             |        |
|                 | Ters 1 ⅗’      |             |        |
|                 | Krumhorn 8’    |             |        |
|                 | Tremulant      |             |        |

### Kororgel
- 1963 byggde firma Olof Hammarberg, Göteborg, en kororgel med fem stämmor och bihangspedal. Disposition okänd.[källa behövs]